# 真崎総子
真崎 総子（まさき そうこ）は、日本の漫画家。
1998年、「教訓」で第3回デザート新人まんが大賞佳作を受賞し、『デザート12月増刊ザ・フレンド冬号』（講談社）に掲載されデビュー。代表作の『BOYSエステ』は2007年にテレビドラマ化された。主に『デザート』（同）で活動しており、2018年7月現在、『俺の執事（♀）がイケている』を連載している。趣味は車。

## 作品リスト
講談社・デザートコミックス
- ランパブへ行こう!（1999年、全1巻）
- その恋、テレクラから。（2000年、全1巻）
- 神奈川ナンパ系ラブストーリー（2001年 - 2002年、全3巻・文庫全2巻）
- BISEXUAL（2003年・2009年、全2巻）
- BOYSエステ（2004年 - 2007年、全7巻）
- さくら河 Volley-boys（2008年 - 2009年、全2巻）
- 恋と愛（2009年 - 2011年、全3巻）
- めんぱに〜（2011年 - 2013年、全4巻）
- 俺の執事（♀）がイケている（2014年 - 2019年、全7巻）

### アンソロジー
- デザートベストセレクション
  - 思いっきりHな恋（2000年、「その恋、テレクラから」収録）
  - 思いっきりHな恋 PART2（2001年、「KAZUNOKO」収録）
  - 思いっきりだれにもいえないH体験（2002年、「Hのカテキョ おしえてマーシー!」収録）
  - 思いっきり男の子のHなホンネ（2002年、「恋心フィーバー〜賭師」収録）
- カッコイイ男の子ベスト10（2002年、「おにいちゃん」収録）
- 10代のお水ワールド（2003年、「ランパブへ行こう!」収録）
- 10代の妊娠・結婚（2004年、「大切なのは…」収録）
- ラブカレ 極上メンズ読本（2007年、「優しいS系カレシ」収録）
- アニマル・ラブ（2008年、「Hのカテキョ おしえてマーシー!」収録）
- 片恋カタログ（2008年、「ダサかわ」収録）
- Girl's Talk えっちな放課後（2008年、「KAZUNOKO」収録）
- ラブカレ 極上メンズ読本 under20（2009年、「絶対服従の先輩カレシ」収録）
- S系カレシ図鑑!（2009年、「ランパブへ行こう!」収録）